# Ilze Liepiņlauska
Ilze Liepiņlauska (* 22. Mai 1991 in Riga) ist eine ehemalige lettische Volleyball- und Beachvolleyballspielerin. Sie wurde lettische Meisterin in der Halle und zweifache Titelträgerin im Sand.

## Karriere

### Karriere Halle
2015 nahm die Diagonalspielerin mit Lettland an der Qualifikation für die EM der Frauen teil. In der folgenden Saison wurde sie mit VK Jelgava lettische Meisterin und Vierte in der baltischen Liga. Eine Spielzeit später erreichte der Club aus der Region Semgallen den Bronzerang in der Meisterschaft sowie das Pokalhalbfinale. Nach einem weiteren Quali-Einsatz für ihr Heimatland im gleichen Jahr, der wie der erste nicht von Erfolg gekrönt wurde, wechselte Liepiņlauska zu RSU/MVS. Mit diesem Verein wurde sie in ihrer letzten Hallensaison noch einmal Dritte in der höchsten Spielklasse ihres Heimatlandes.

### Karriere Beach
Mit Laura Avena stand Ilze Liepiņlauska 2007 im Achtelfinale der U18-Europameisterschaften und eine Saison später in der Runde der besten acht. 2009 gelang es den beiden Lettinnen, bei den U19 Welttitelkämpfen zu den besten sechzehn Teams der Veranstaltung zu gehören. Bei den U20-EM reichte es nur zum neunzehnten Platz. Dagegen standen sie bei der lettischen Meisterschaft auf der obersten Stufe des Podests. Während ihre Partnerin anschließend ihre Beachkarriere beendete, erreichte die aus Riga stammende Sportlerin 2010 mit Inga Pūliņa die Bronzemedaille und stand mit Ance Auziņa 2011 sowie mit Sanda Ragozina zwei Jahre später im Endspiel des bedeutendsten nationalen Wettbewerbs ihres Heimatlandes. Für die beiden kam außerdem das Aus bei den Weltmeisterschaften der unter Dreiundzwanzigjährigen in der gleichen Spielzeit nach überstandener Gruppenphase erst in der zweiten Hauptrunde im Spiel gegen die späteren Goldmedaillengewinnerinnen Victoria Bieneck und Isabel Schneider.
Ein weiteres Mal auf der untersten Stufe des Stockerls bei lettischen Beachmeisterschaften stand Ilze Liepiņlauska 2017 mit Agnese Caica, mit der sie auch an der EM im gleichen Spieljahr teilnahm. Nach einem einzigen Satzgewinn kam für die beiden Lettinnen das Aus schon in der Vorrunde. Ihren zweiten Landesmeistertitel erreichte die Athletin aus der lettischen Hauptstadt ein Jahr später mit Alise Lece. Die beiden gewannen in der gleichen Saison die Bronzemedaillen bei den Snowvolleyball-Europameisterschaften und beim Zwei-Sterne-Turnier in Agadir. Anschließend beendete Ilze Liepiņlauska auch ihre Beachkarriere.

## Persönliches
Sanda Liepiņlauska ist die jüngere Schwester der in der lettischen Hauptstadt geborenen Sportlerin.